# Hrubá Voda
Hrubá Voda (německy Grosswasser) je vesnice, část obce Hlubočky v okrese Olomouc v Olomouckém kraji nacházející se v pohoří Nízký Jeseník (resp. v jeho částech Oderské vrchy a Domašovská vrchovina). Založena byla v 17. století Metropolitní kapitulou v Olomouci a následně osazena německými osadníky ze severní Moravy. Rozkládá se v kopcovitém terénu Nízkého Jeseníku po obou svazích protáhlého údolí řeky Bystřice asi 3,5 km na severovýchod od Hluboček. V roce 1861 započali obchodník a továrník I. C. Machanek a velkoobchodník Balthazar rytíř von Szäbel z Olomouce v Hrubé Vodě s dolováním břidlice. Samostatná římskokatolická duchovní správa pro obce Hlubočky, Hrubá Voda a Mariánské Údolí byla zřízena v Hlubočkách v roce 1912.
Podstatnou část obce zaujímaly lesní revíry Metropolitní kapituly v Olomouci. Základy turisticky přitažlivého údolí položila už ke konci 19. století olomoucká sekce německého Moravskoslezského sudetskohorského spolku (Mährisch-Schlesischer Sudetengebirgsverein) za pomoci obou ředitelů železáren Moravia Maxe Machanka v Mariánském Údolí a hřebíkárny Oswalda Machanka v Hlubočku, kdy zde vznikaly první turistické trasy a od roku 1907 také letovisko zimních sportů.
K obecné škole s německým vyučovacím jazykem přibyla v roce 1929 česká menšinová škola. V roce 1848 se obec stala součástí okresu Olomouc, v letech 1938-1945 součástí říšské župy Sudety. Obec Hrubá Voda spadala k soudnímu okresu Libavá-Město. Po poválečném odsunu místního německého obyvatelstva byli v obci zprvu ponecháni němečtí odborní dělníci z břidličných dolů, kteří měli nové osadníky zaučit v lámání břidlice.
Po únoru 1948 byla k obci Hlubočky jako první v roce 1956 připojena obec Mariánské Údolí, pak v roce 1974 byl s nimi sloučen Posluchov a v roce 1976 byla integrována i obec Hrubá Voda. V roce 1970 měřil katastr Hrubé Vody 1570 ha a v 96 staveních žilo 446 obyvatel. Největším závodem v obci byl národní podnik Moravia se svým závodem 1 v Mariánském Údolí a závodem 2 v Hlubočkách, v činnosti zůstal kamenolom národního podniku Štěrkovny a pískovny Olomouc. Malou část zemědělské půdy obhospodařovalo JZD Kolektiv míru Velká Bystřice a JZD Družba Velký Týnec. Celá řada dřívějších obytných domů a nových chat kolem údolí řeky Bystřice sloužila k rekreaci obyvatel z Olomouce.
V roce 2009 zde bylo evidováno 379 adres. V roce 2001 v Hlubočkách trvale žilo 308 obyvatel. Hrubá Voda je také název katastrálního území o rozloze 15,98 km². Vsí prochází naučná stezka Údolím Bystřice.

## Název
Přívlastek Hrubá znamená "velká" ("Velká voda" je i význam německého Großwasser).

## Historie

### Rakousko-Uhersko - správa obce, instituce, živnosti a spolky
Obec měla v roce 1793 200 obyvatel a 31 domů a nevlastnila žádné zemědělské polnosti, v roce 1834 293 obyvatel a 43 domů, v roce 1900 410 obyvatel a podle sčítání obyvatelstva v roce 1910 410 obyvatel německé národnosti. Kolem roku 1839 se na katastru obce nacházela laboratoř chemicko-technické továrny v Bystřici, sestávající z dvou pecí na zuhelnatění dřeva k výrobě dřevité kyseliny octové podle švédského způsobu (karbonizace dřeva), a jedna solárna, v níž se z dřevité kyseliny vyráběla sůl uhličitanu draselného (potaš). V roce 1914 povolil zemský výbor v Brně výstavbu okresní silnice 2. třídy skrze obec Hrubá Voda.
К dějinám obce jsou tři listiny v Heimat-Archivu ve Slavoníně č. d. 89, popsané v programu něm. hospodářské šk. r. 1927, z r. 1790 smlouva mlynáře s olom. kapitulou, r. 1800 těchže smlouva o pozemcích kapitulních, r. 1820 jednání těchže o krupníku na šrotovník ve mlýně. Viz průvodce Feistritz-Thal, str. 10 a 11, č. 46.883, olom. Studij. kniha.
Příručka vlastivědy venkovského okresu olomouckého r. 1933
Obecní zastupitelstvo (r. 1910)
- Starosta: Schwarz Josef (obchodník)
- Radní: Draber Gustav (majitel mlýna a pily) - Wagner Josef (hokynář)
- Výbor: Wolf Raimund - Dreiseitl August - Schallner Johann - Wagner Josef č. 37 - Kloss Albert - Schwarz Josef
- Náhradníci: Hausner Josef - Schwarz Stephan - Tannenberger - Hausner Emil - Göttinger Johann - Strnisko Ondřej

Místní školní-rada
- Předseda: Draber Gustav
- Místopředseda: Wagner Josef
- Členové výboru: Schwarz Johann - Kloss Albert

Obecná škola jednotřídní: zřízena roku 1871 s německým vyučovacím jazykem, v roce 1898 započala obec s výstavbou nové školní budovy, kterou v roce 1899 dokončila, od roku 1908 nadučitel Strnisko Andreas, od školního roku 1910/11 byla povolena výuka ručních prací
Nádraží c. k. Severní dráhy: v roce 1908 byl vypsán konkurz na výstavbu nové nádražní budovy v ceně 53 000 korun,
- Přednosta stanice (adjunkt): Matějka Antonín
- Asistent: Bureš Metod
- Staniční m: Zlabinger Franz[17]

Živnosti a spolky:
- Hokynáři: Granzer Ferdinand - Wagner Anna - Wagner Josef (i obchod se dřevem)
- Hostince: Göttinger Johann (dříve hostinec Abeska)[24] - Tannenberger Adolf (nájemce mlýna čp. 11, do roku 1865 mlýn manželů Augustin a Anna Schwarz,[25] do roku 1867 jej drželi manželé Josef a Amalie Kloss[26][27][28]
- Krejčí: Birkmann Mathias
- Obchod se dřevem: Schwarz Josef
- Obuvník: Flausner Josef
- Pily: Draber Gustav - Kloss Adalbert
- Výroba sádla: Raab Franz
- Spolky: Bundesgruppe der Deutschen Nordmährens - Lese- und Fortbildungsverein[17]

### Československo - správa obce, instituce, živnosti a spolky
V roce 1921 čítala obec 61 stavení, do kterých byla započtena též Zdiměřská hájovna (Lesní revír Zdiměř u Posluchova) a 2 myslivny, podle sčítání lidu z roku 1921 čítala 421 obyvatel, z toho 385 německé národnosti, 31 československé národnosti, 5 cizinců, přičemž 407 obyvatel se hlásilo k církvi římsko-katolické, 1 obyvatel k církvi evangelické a 13 obyvatel k církvi Československé. Ves měla katastrální rozlohu 1570 ha (čímž byla druhou největší katastrální obcí na celém okrese Olomouc), z toho lesů 1427 ha, polí pouze 67 ha, luk 33 ha; všechny lesy byly již před rokem 1910 majetkem olomoucké kapituly. V obci se nacházela obecná dvoutřídní škola s německým vyučovacím jazykem, železniční stanice s telegrafem, poštovní úřad a fara v Hlubočkách.
Obecní zastupitelstvo (ustavené 23. 9. 1923)
- Starosta: Kloss Albert (majitel mlýna a pily)
- Místostarosta: Wolf Raimund (sedlák)
- Radní: Birkmann Karl (dělník) – König Karl (těžba dřeva)
- Sekretář: Strnisko Andreas

Místní školní rada: předseda Schallner Johann (dělník)
Obecná škola dvoutřídní: správce Strnisko Andreas, s německým vyučovacím jazykem
Železniční stanice a telegrafní úřad: přednosta Berger Karl – asistent Alt Johann
Lesní revíry velkostatku: Metropolitní kapitula Olomouc – Lesní správa Velká Bystřice – lesník Bezacinsky Adolf – hajný Schwarz Gustav
Sedláci: Draber Gustav – Göttinger Josefa – Hausner Emil – Kloss Albert – Morbitzer Albert – Nasswetter Johann – Schwarz Josef – Titz Karl – Wolf Raimund
Pila: Kloss Albert
Kamenolom: vlastník Metropolitní kapitula u svatého Václava v Olomouci – nájemce firma „Brüder Horsak”
Řezník: Göttinger Karl
Hostince: Göttinger Karl – Tamberger Adolf
Hokynáři: Olbricht Gustav – Rusiecki Aloisie – Wagner Anna
Krejčí: Birkmann Mathias
Obuvníci: Glauder Adolf – Hausner Josef
Spolky a politické organizace:  Leseverein (německý čtenářský spolek) – Nordmährische Bundesgruppe – Komunistická strana

## Letovisko

### Sáňkařské a lyžařské dráhy Hrubá Voda-Nepřívaz
V roce 1907 otevřela olomoucká sekce německého Moravskoslezského sudetsko-horského spolku (Mährisch-Schlesischer Sudetengebirgsverein) sáňkařskou dráhu u Hrubé Vody (Grosswasser), ke které za spolupráce s c. k. Ředitelstvím státní dráhy v Olomouci zařídila pro období od poloviny prosince do poloviny března o nedělích a svátcích tzv. Rodelzug (sáňkařský vlak). Vlak vyjížděl z Olomouce ve 12:30 hodin do Hrubé Vody a odpoledne přijížděl na nádraží v Olomouci v 17:30 hodin. Železniční zastávka pro výletníky byla zřízena na místě strážního domku č. 14. V roce 1908 byla sáňkařská dráha (Rodelbahn) ještě více vylepšena a vedle ní zřízena též pěší stezka pro výstup.
V roce 1908 započala také olomoucká sekce na náhorní plošině nad sáňkařskou dráhou u obce Epperswagen (Nepřívaz) s výukou lyžování. Občerstvení a oblíbený sáňkařský likér (Rodellikőr) nabízela nedaleká „Restaurace Schwarz” hostinského Adolfa Tambergera. Informace o sněhových podmínkách poskytovali v Olomouci pánové Reichl & Schön, Oskar Hanisch a Josef Heinz, předprodej zpátečních jízdenek zajistil spolek v hlavní trafice na Horním náměstí. V roce 1910 uvedlo c. k. Ředitelství státní dráhy v Olomouci do provozu nové nádražní budovy v Hrubé Vodě a Hlubočkách.
Restauraci u nádraží v Hrubé Vodě provozoval Karl Göttinger, který v roce 1922 otevřel další sáňkařskou a lyžařskou dráhu. V roce 1929 statek i s restaurací koupil Svaz Němců severní Moravy (Bund der Deutschen Nordmährens) a olomoucké Všeobecně prospěšné domácí družstvo pro zhodnocení pozemků, zapsané společenstvo s ručením obmezeným (Gemeinnützige Heim- u. Grundverwertungsgenossenschaft, G. m. b. H.) a 5. července 1931 uvedlo do provozu nový hotel „Fisterhof” (hostinský V. Niesner), který disponoval 35 pokoji se 70 lůžky.
Ve třicátých letech se v Hrubé Vodě ustanovila dobrovolná Záchranná služba pro zimní sporty (Wintersport-Rettungsdienst) pro oblast Hrubá Voda-Nepřívaz (Grosswasser-Epperswagen), která poskytovala o nedělích a svátcích první pomoc v Hotelu „Fisterhof” v Hrubé Vodě, v záchranářské boudě Modrého kříže (Rettungshtütte der Freiwilligen Wintersport Rettungsmannschaft: Blau-Kreutz-Baude) a hostinci „Felgenhauer” v Nepřívazu v bývalé rychtě (Erstgerichtsgasthaus). Těžké úrazy byly převáženy vlakem do nemocnice v Olomouci.
Mimo to budou po cestách a cvičištích lyžařských jezditi hlídky, označené bílými náramenními páskami s modrým křížem neb červenou samaritskou čepicí. Za mlhavého počasí budou tyto lyžařské hlídky dávati občas znamení rohem. Všichni zimní sportovci a návštěvníci okolí hrubovodského a nepřívazského se žádají, aby se při lehčích úrazech sami dostavili k záchranné stanici v hotelu „Fisterhof” v Hrubé Vodě (podzetnek, vchod ze zadu); těžší případy nechť se ihned hlásí lyžařským hlídkám, jež budou vystrojeni nutnými obinadly, neb přímo záchranné stanici, aby se co nejrychleji pomoc poskytovati a odvoz poraněného provésti mohl. Při odvozu úzkými lesními cestami, průseky neb úvozy bude mužstvo dávati znamení vícehlasými píšťalkami, aby se cesta pro průjezd ihned uvolnila. Sklad nutných obinadel nalézá se též v hostinci p. Felgenhauera (rychtárna) v Nepřívazích.
Pozor, 24.12.1933
Letní byty, koupaliště a celodenní penzi za 28 Kč nabízela od května 1936 také česká restaurace „Pod hradem”, kterou měl v nájmu František Skopal.
Málo národní hrdosti nebo setrvačnost? Jak již několikrát byla naše veřejnost uvědomena, zahájil v Hrubé Vodě 1. května letošního roku činnost nový český restaurační podnik, Hanácká restaurace »Pod hradem«, který se měl stát dostaveníčkem českých nedělních a letních hostí v Hrubé Vodě. Nemile je ale dotčen návštěvník Hrubé Vody v neděli a ve svátek, vidí-li v českém podniku tak malou návštěvu (část Němců) a v německém hotelu se dveře netrhnou českými návštěvníky. Či snad olomoučtí Češi si tak zvykli na ten »Fisterhof«, že je jim náš podnik malý?
Moravský deník, 02.07.1936

### Školící středisko Rudá hvězda
Po osvobození v roce 1945 držel konfiskát hotelu „Fisterhof” národní správce Jan Jácha a hotel nesl název „Rudá hvězda” (nyní hotel Hluboký Dvůr). Krajský výbor KSČ zde na podzim 1945 zahájil výchovu svých stranických kádrů. I. turnus této Krajské školy funkcionářů započal dne 23. září 1945 a školení komunistických kádrů probíhalo po dobu 10 dnů. Celkem počítal KV KSČ se 7 běhy až do 1. prosince 1945.
Škola funkcionářů kraj. vedení KSČ v Olomouci skončena. Prvý běh školy funkcionářů krajského vedení KSČ v Olomouci byl zakončen. Krajské vedení stará se o výchovu kádrů pracovníků a zřídilo krajskou školu funkcionářů v Hrubé Vodě. Škola vyplnila pod vedením zkušených učitelů své poslání. Absolventi prvního běhu školy jsou tak vyzbrojeni ideovými a organisačními vědomostmi a děkují krajskému vedení KSČ v Olomouci za zřízení školy, soudr. Lídě Grecmanové a nár. správci letoviska Rudá Hvězda za jejich starost o ubytování a stravování.
Stráž lidu, 10.10.1945
Čtvrtý turnus kádrového a politického školení probíhal po dobu 14 dní a jeho program obsahoval témata: Vládní program — Velká vlastenecká válka SSSR a její důsledky — hlavní etapy českých dějin a slovanská politika — politika strany v národně osvobozovacím hnutí a při výstavbě republiky — nová lidová demokracie — nová lidová armáda — úvod do studia historického a dialektického materialismu — problémy zemědělské a rolnická otázka — hospodářská politika nové republiky — družstevnictví — otázky mládeže — jednotné odborové hnutí — výstavba strany — kulturní práce a školství — ekonomické základy marxismu — komunální otázky. V roce 1946 pokračoval KV KSČ v Olomouci s výchovou zemědělských kádrů, jejichž školení v Rudé hvězdě bylo zkráceno na 5 dní v týdnu.
Od 12. dubna 1946 započalo v letovisku Rudá hvězda stranické školení volebních agitátorů. Komise mládeže při okresním výboru KSČ v Olomouci pořádala ve dnech 7, a 8. června 1947 v Hrubé Vodě aktiv mladých komunistů okresu olomouckého pod názvem „Mládí v přírodě”. Ženy byly ubytovány ve škole, muži pod stany v tábořišti. V červenci 1948 byla udělena radou ONV Olomouc-venkov národní správa letoviska „Rudá hvězda” národnímu podniku Synthesia. Na základě vládního nařízení ze dne 8. března 1949 o újezdních tajemnících při MNV zahájil KV KSČ v Olomouci v letovisku Rudá hvězda vzdělávání újezdních tajemníků.
Účastníci tohoto běhu v Hrubé Vodě slibujeme, ze všechny úkoly, která nám budou uloženy, splníme a že žádný z nás nezklame. Nyní nastupujeme do práce za zdar pětiletého plánu, do boje za socialismus. - Kl. Hrušák, předseda samosprávy školy pro újezdní tajemníky. 
Stráž lidu, 9.7.1949

### Pamětihodnosti
- Zřícenina hradu Hluboký
- Přírodní rezervace Hrubovodské sutě

### Rekreace a Sport
Stanice Mariánské Údolí, Hlubočky, Hrubá Voda, Smilov, Jívová a Domášov n. B. jsou vesměs východisky ke krásným výletům na stranu Oderských vrchů nebo přes hřebenovitý Jeseník do roviny. Údolí tvoří samo pro sebe několik odlišných, stejně půvabných partií. Celá cesta pěšky trvá skoro 8 hodin. Počínaje Mar. Údolím, vede zelená značka Posluchovem k Sv. Kopečku, jehož siluetu uvidíme v pozadí se ztrácejícím se obzorem Drahanské vysočiny, značka odbočí lesním průsekem ke Strumířskému žlebu a do stanice Hlubočků, přejde podle železáren na opačnou stráň a mírně vzhůru jde po ní až ke skále Hluboké...Sejdeme krátce ke stanici hrubovodské přes louku, která v zimě slouží lyžařům. Nyní kráčíme podle vody, podle trati. Přejdeme pod velkým železničním mostem do nové části údolí a stoupáme opět po upravené cestě...Před Smilovem údolí jest uzavřeno velkou skalou jíž probíhá první tunel k Jívové. Zde se vlévá do Bystřičky Lichnice, rovněž s krásným údolím a střelenskými břidličnatými lomy. Značka sleduje Bystřičku, jde po dně údolí pod příkrými skalami...Zvláštního rázu dodávají údolí dva milíře, ve kterých se dosud pálí uhlí.
Letem světem, 13.05.1930
- Ski areál a Park Sportu Hrubá Voda[50]
- Hotel Akademie Hrubá Voda[51]

## Těžba břidlice

### Schieferbau-Actien-Gesellschaft
Historie Hrubé Vody je spjata s místní těžbou břidlice. Břidlice se zde začala těžit kolem roku 1776. V roce 1861 si nechali obchodník a továrník I. C. Machanek a velkoobchodník Balthazar rytíř von Szäbel u zemského krajského soudu v Olomouci zapsat do obchodního rejstříku provozování těžby břidlice a to pod firemním názvem Schieferbergbau-Unternehmung von I. C. Machanek & Comp., přičemž v této firmě obdržel prokuru též účetní Johann Orel.
Od с. k. krajského со obchodního souda v Olomouci se k vědomosti dává, že obchodník I. C. Machanek v Olomouci přenešení nad havířství břidlice v Hrubé Vodě mezi veřejnými společníky J. C. Machankem a Baltazarem rytířem Szablem v Olomouci ddo. 31. března 1863 uzavřeného společného obchodního nápisu: Schieferbergbau-Unternehmung von I. С. Machanek & Comp., ke kterému značení oba společníci I. С. Machanek a Baltazar rytíř Szabel každý za sebe, potom Max Machanek, a ty oba účet. vedoucí Jan Orel a Alois Machold, z posledních třech vždy dva mnohotlivě svým z napřed postavením předstojícího nápisu — oprávnni jsou — do obchodního rejstříku pro společné nápisy vymohl. V Olomouci 31. července 1863.
 Morawske Nowiny, 11.08.1863
V roce 1865 povolilo c. k. ministerstvo vnitra zřízení akciové společnosti Schieferbau-Actien-Gesellschaft in Olmütz a schválilo její stanovy. Z toho důvodu došlo v roce 1866 k vymazání firmy „Schieferbergbau-Unternehmung von I. C. Machanek & Comp.”, přičemž oprávněni znamenati měli ředitelé společnosti B. rytíř von Szäbel a Ignaz Machanek a Karl Schrötter, ředitel závodu Max Machanek a akcionář Franz P. Slabyhaudek.

### Těžba břidlice a kamenolom po roce 1945
Byl obnoven provoz břidlicového lomu, jehož národním správcem byl jmenován Jan Řihák (též břidlicových lomů ve Velké Střelné a Mokřinkách). Až na vedení v rukou českých zaměstnanců pracovali v lomech hlavně němečtí odborní dělníci (štípači břidlice), kteří byli vyjmuti z odsunu německého obyvatelstva po dobu zaškolování českých novoosídlenců. V roce 1947 rozšířila firma J. Řihák a spol. břidlicový lom v Hrubé Vodě o kulový mlýn na výrobu břidlicové moučky.
Hledáme zdatné spolupracovníky do velkých kamenolomů. 
Přijmeme za velmi výhodných podmínek pracovních a jiných podmínek:
lommistra
slřelmistra
minéry k pneum. kladivům
lamače kamene do skály
pomocné dělníky pro lom a štěrkárnu
Možnost osídlení

Informace podá JAN HORSÁK, správce kamenolomů HRUBÁ VODA, p. p. Hlubočky. Záv. výbor. SVRCHOKRYL, předseda.
Stráž lidu, 21.3.1946
Kamenolom firmy „Montadom” v Hrubé Vodě převzal v květnu 1947 ONV v Olomouci. Po únoru 1948 zavedl okresní akční výbor NF novou národní správu v Montadomu, kterou svěřila rada ONV národnímu podniku Konstruktiva z Prahy. Dne 28. června 1948 vydal tehdejší ministr průmyslu vyhlášky číslo 1424 až 1428/Ú. l., kterými bylo v českých zemích zřízeno pět zcela nových národních podniků: Západočeský průmysl kamene, n. p., Zbraslav, Severočeský průmysl kamene, n. p., Česká Lípa, Českomoravský průmysl kamene, n. p., Havlíčkův Brod, Moravský průmysl kamene, n. p., Přerov a Moravskoslezský průmysl kamene, n. p., Jeseník. Kamenolom a těžba štěrku v Hrubé Vodě spadal pod Moravský průmysl, národní podnik Přerov, závod Hrubá Voda. Všechny nově vytvořené národní podniky byly podřízeny ústřednímu orgánu pro průmysl stavebních hmot a keramiky. Některé lomy se nacházely ve vojenském újezdu Libavá a nacházejí se tam i po zmenšení plochy vojenského újezdu.
V roce 1956 byla provedena další úprava a zřízeno 8 národních podniků (Povltavský průmysl kamene Praha-Zlíchov, Západočeský průmysl kamene Blatná, Severočeský průmysl kamene Liberec, Českomoravský průmysl kamene Světlá n. Sázavou, Skutečský průmysl kamene Skuteč, Jihomoravský průmysl kamene Brno, Středomoravský průmysl kamene Přerov a Slezský průmysl kamene Jeseník), kdy kamenolom v Hrubé Vodě byl zařazen pod Středomoravský průmysl kamene Přerov, později pod Moravské štěrkovny a pískovny, národní podnik Olomouc (1967 - 1969) a nakonec pod Štěrkovny a pískovny národní podnik Olomouc. Po privatizaci byla část jeho majetku převedena na akciovou společnost Štěrkovny a pískovny Olomouc a.s. Lom je v současnosti činný a provozuje ho ZAPA beton a.s., akciová společnost je součástí německého koncernu Dyckerhoff a nadnárodní skupiny Buzzi Unicem s působností po celém světě.

## Fotogalerie

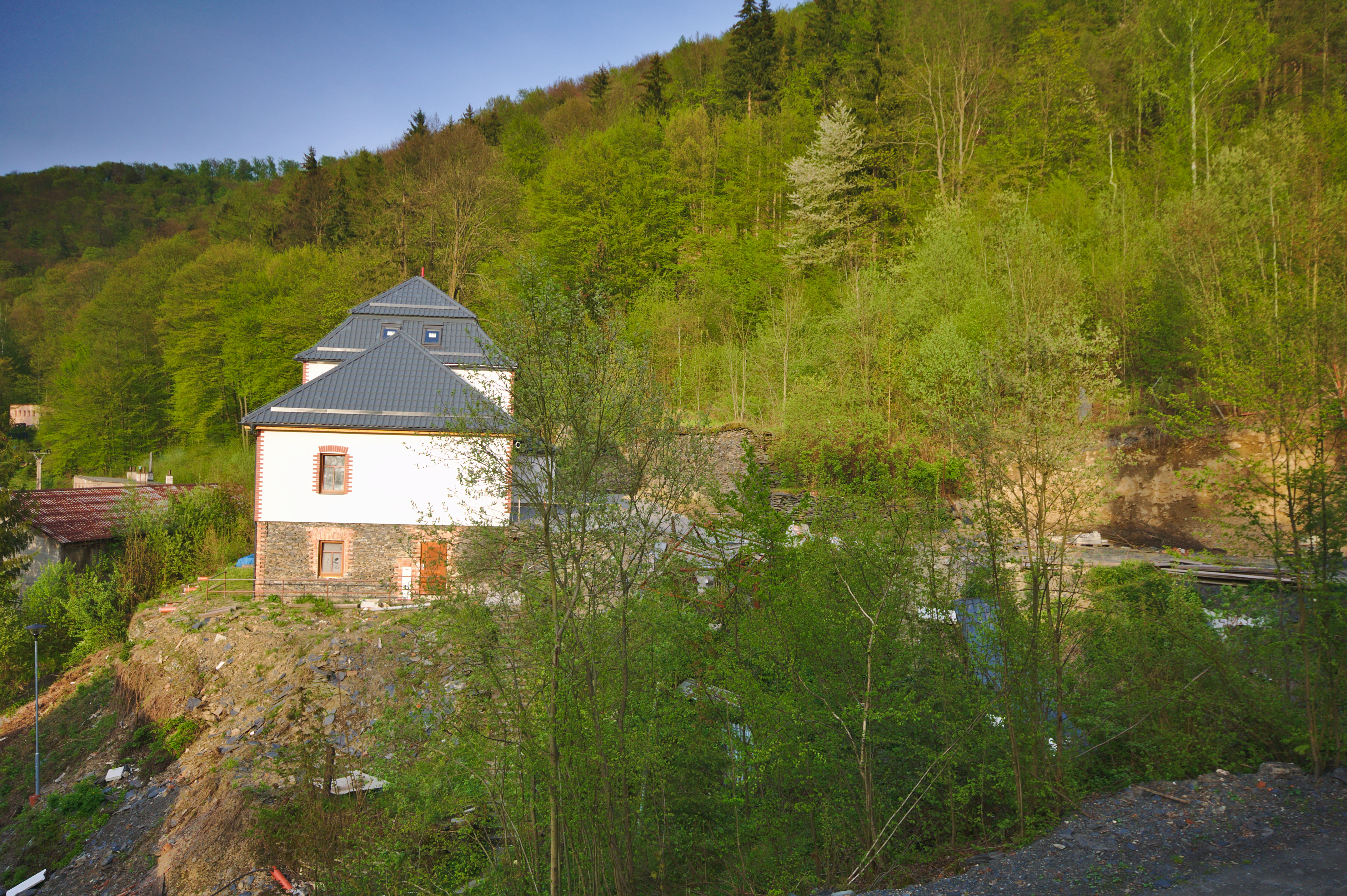
Hotel
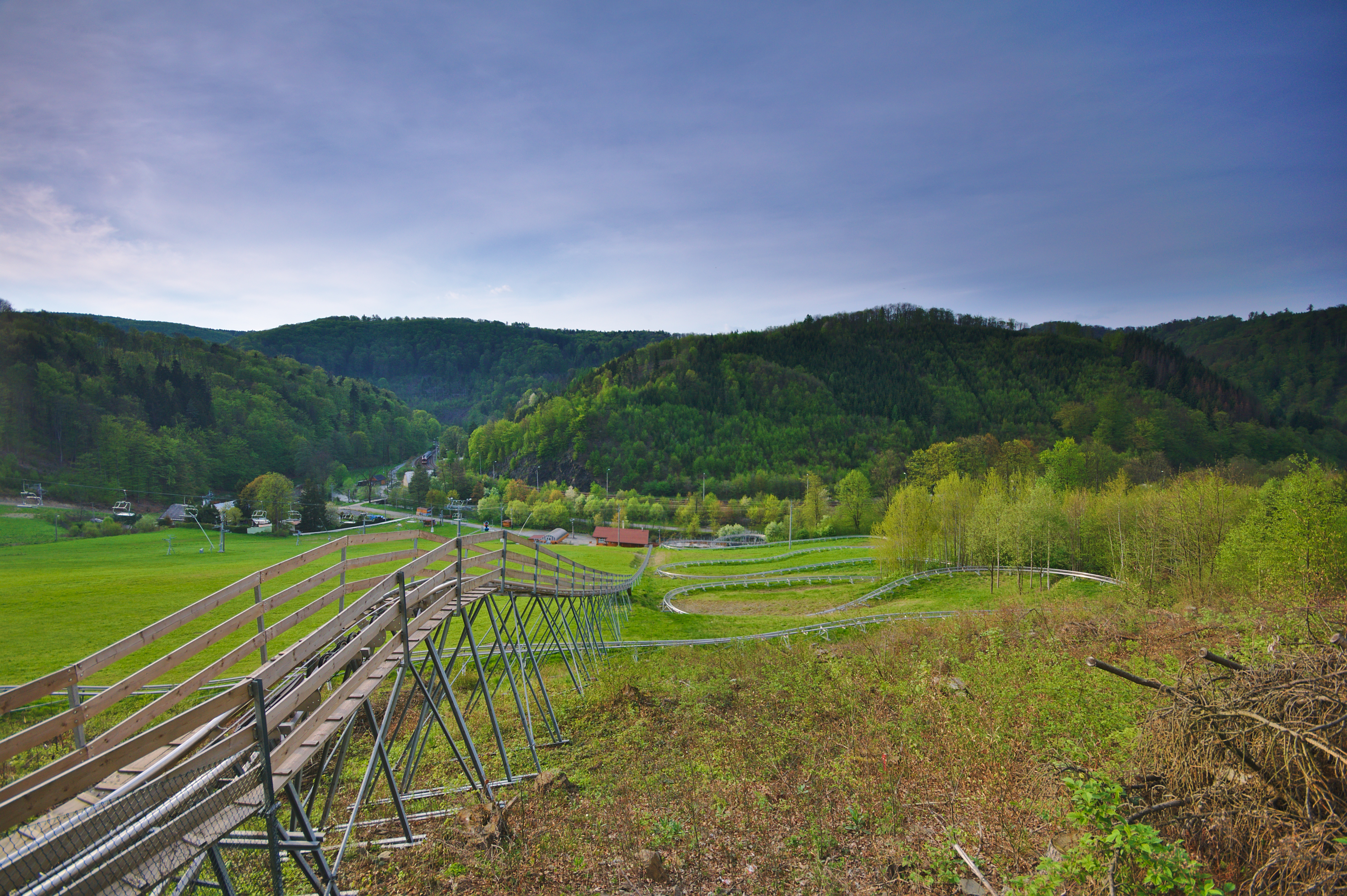
Bobová dráha
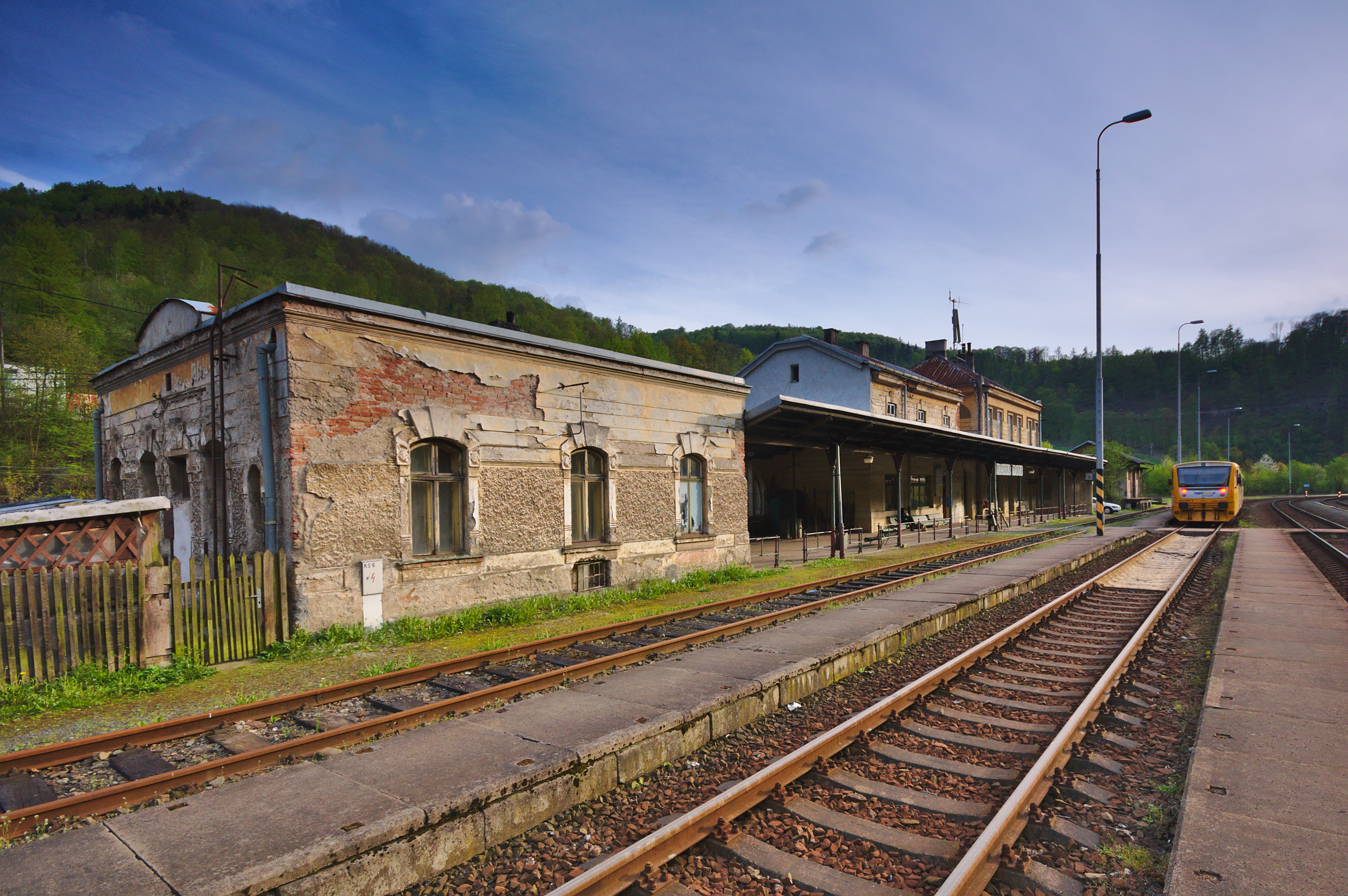
Železniční stanice
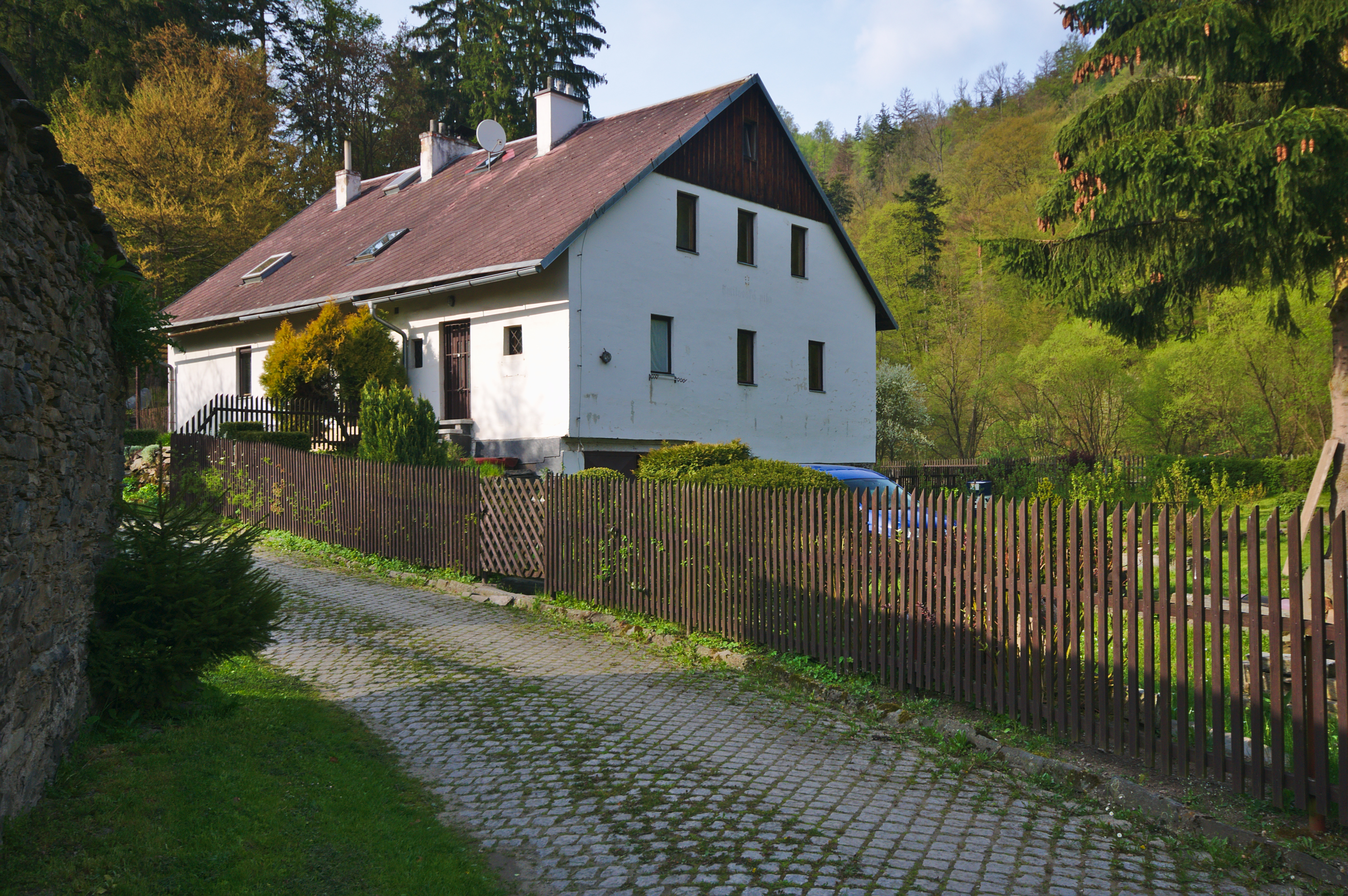
Smilovský mlýn
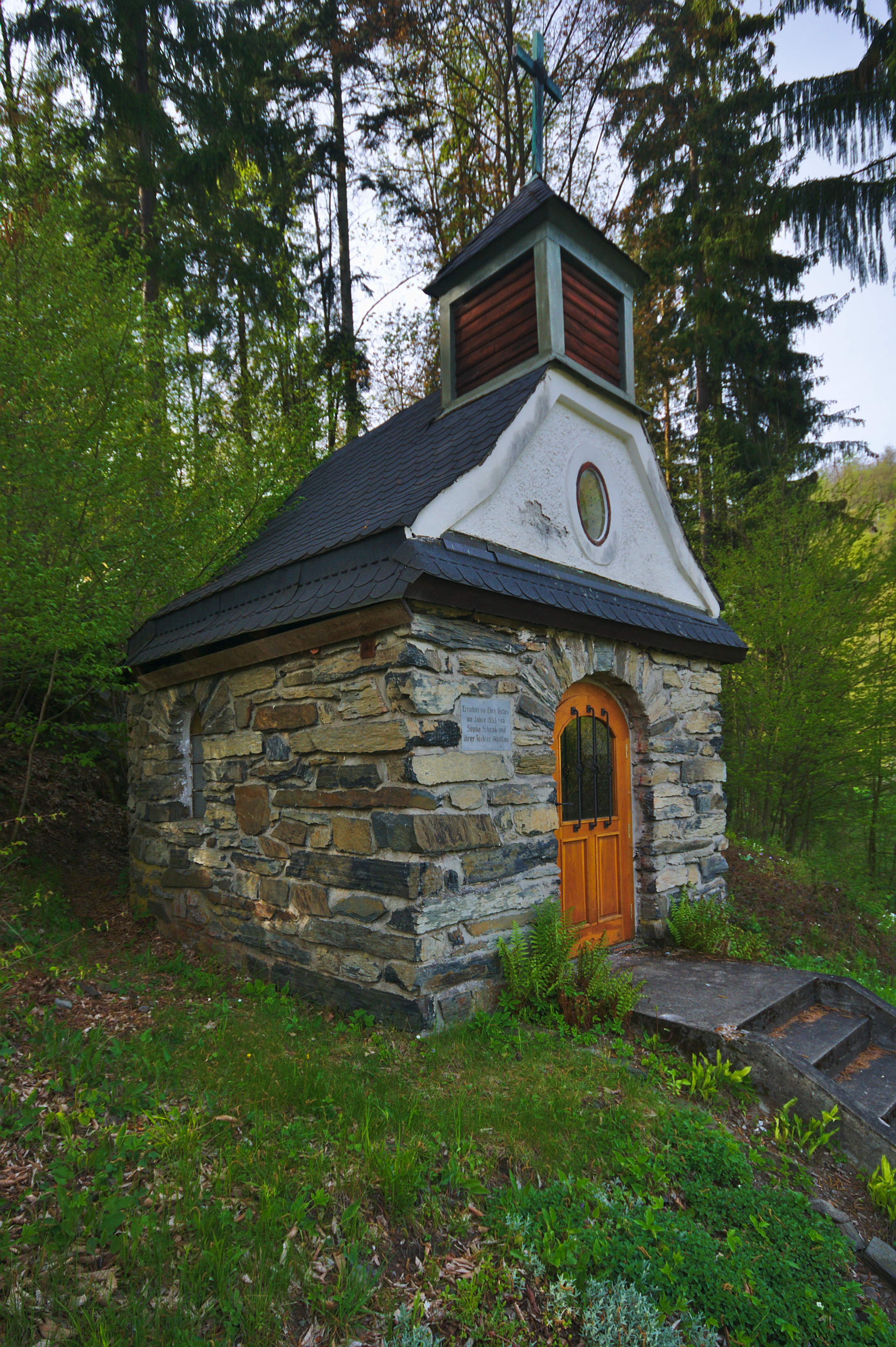
Kaple v lese za Smilovským mlýnem
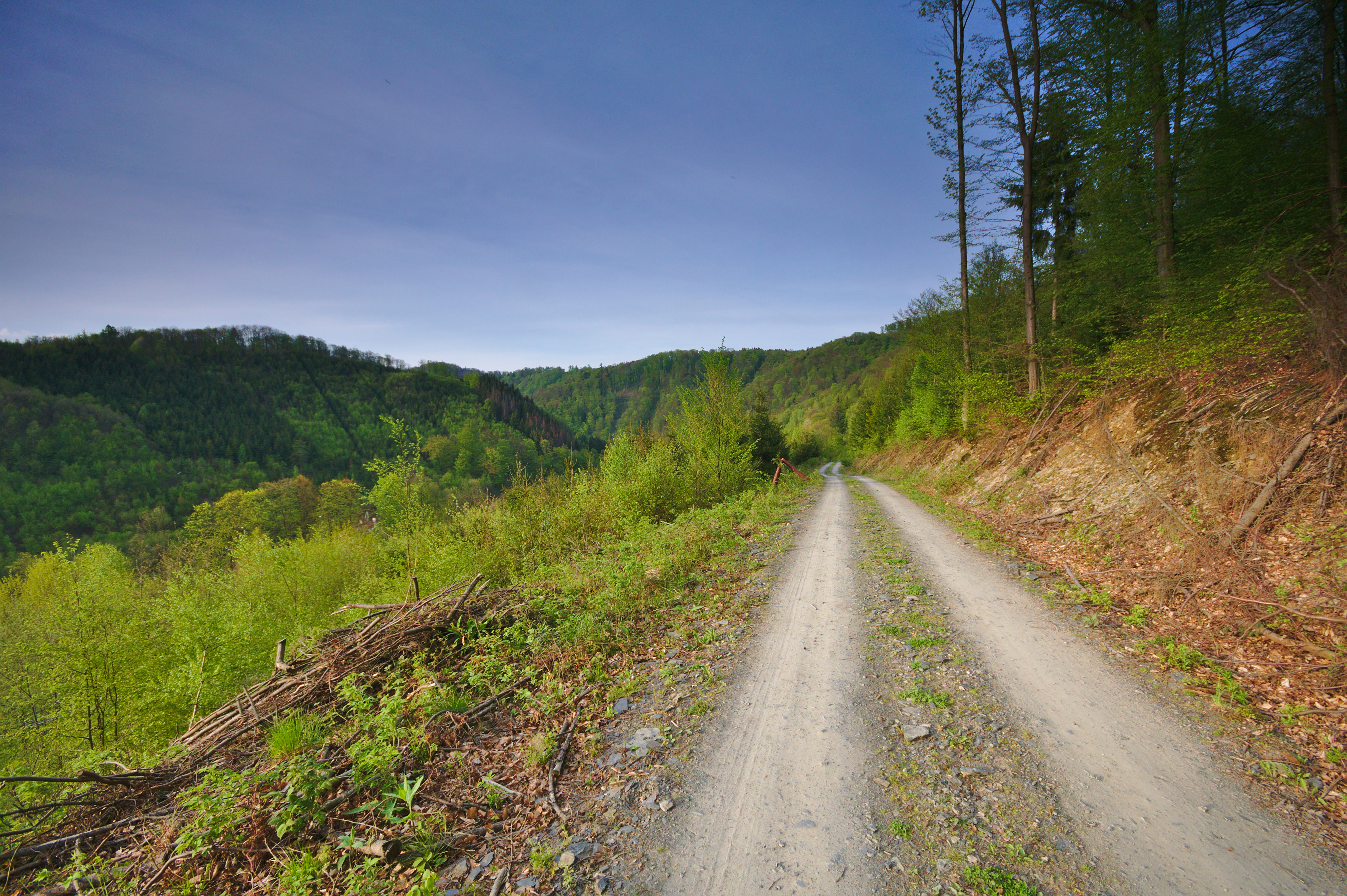
Pohled do údolí Bystřičky z kopce nad vesnicí
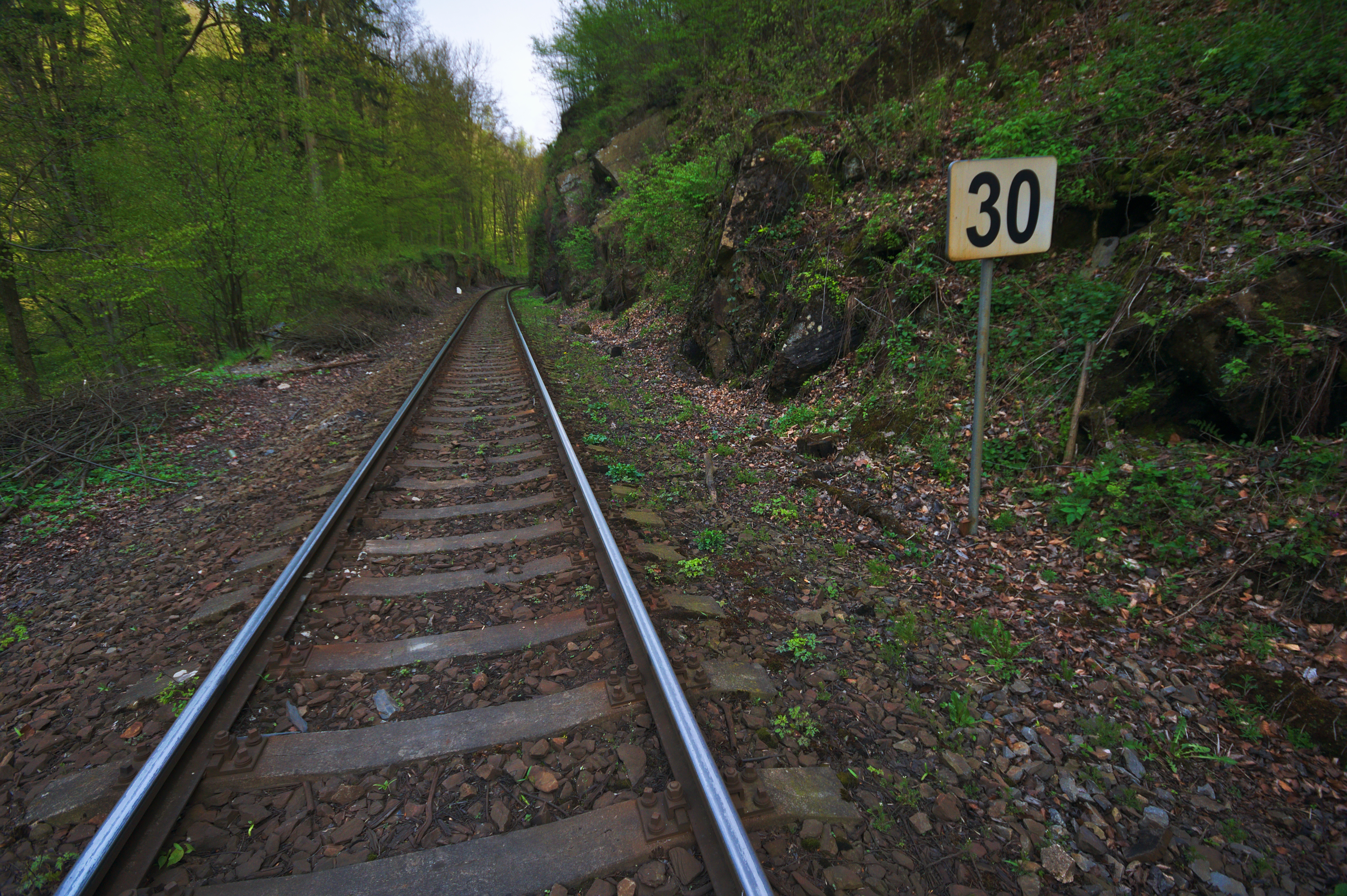
Železniční trať mezi stanicí Hrubá Voda - Smilov a prvním smilovským tunelem